# Ourton
Ourton és un municipi francès situat al departament del Pas de Calais i a la regió dels Alts de França. L'any 2007 tenia 766 habitants.

## Demografia

### Població
El 2007 la població de fet d'Ourton era de 766 persones. Hi havia 278 famílies de les quals 60 eren unipersonals (28 homes vivint sols i 32 dones vivint soles), 85 parelles sense fills, 121 parelles amb fills i 12 famílies monoparentals amb fills.
La població ha evolucionat segons el següent gràfic:
Habitants censats

### Habitatges
El 2007 hi havia 303 habitatges, 289 eren l'habitatge principal de la família, 3 eren segones residències i 11 estaven desocupats. 301 eren cases i 2 eren apartaments. Dels 289 habitatges principals, 209 estaven ocupats pels seus propietaris, 77 estaven llogats i ocupats pels llogaters i 4 estaven cedits a títol gratuït; 21 tenien dues cambres, 38 en tenien tres, 70 en tenien quatre i 160 en tenien cinc o més. 247 habitatges disposaven pel capbaix d'una plaça de pàrquing. A 119 habitatges hi havia un automòbil i a 123 n'hi havia dos o més.

### Piràmide de població
La piràmide de població per edats i sexe el 2009 era:
| Homes | Edats   | Dones |
| ----- | ------- | ----- |
| 0     | 95 o +  | 0     |
| 0     | 90 a 94 | 0     |
| 0     | 85 a 89 | 4     |
| 0     | 80 a 84 | 0     |
| 20    | 75 a 79 | 28    |
| 4     | 70 a 74 | 12    |
| 32    | 65 a 69 | 28    |
| 12    | 60 a 64 | 4     |
| 12    | 55 a 59 | 16    |
| 20    | 50 a 54 | 32    |
| 24    | 45 a 49 | 28    |
| 32    | 40 a 44 | 20    |
| 12    | 35 a 39 | 24    |
| 40    | 30 a 34 | 36    |
| 20    | 25 a 29 | 36    |
| 20    | 20 a 24 | 24    |
| 24    | 15 a 19 | 24    |
| 28    | 10 a 14 | 24    |
| 8     | 5 a 9   | 24    |
| 24    | 0 a 4   | 12    |

## Economia
El 2007 la població en edat de treballar era de 505 persones, 337 eren actives i 168 eren inactives. De les 337 persones actives 300 estaven ocupades (174 homes i 126 dones) i 36 estaven aturades (22 homes i 14 dones). De les 168 persones inactives 37 estaven jubilades, 49 estaven estudiant i 82 estaven classificades com a «altres inactius».

### Ingressos
El 2009 a Ourton hi havia 299 unitats fiscals que integraven 775 persones, la mediana anual d'ingressos fiscals per persona era de 15.763 €.

### Activitats econòmiques
Dels 9 establiments que hi havia el 2007, 1 era d'una empresa de fabricació d'altres productes industrials, 2 d'empreses de construcció, 1 d'una empresa de comerç i reparació d'automòbils, 3 d'empreses d'hostatgeria i restauració i 2 d'empreses classificades com a «altres activitats de serveis».
Dels 5 establiments de servei als particulars que hi havia el 2009, 1 era un taller de reparació d'automòbils i de material agrícola, 1 paleta, 1 empresa de construcció, 1 perruqueria i 1 tintoreria.
L'any 2000 a Ourton hi havia 9 explotacions agrícoles que ocupaven un total de 426 hectàrees.

## Equipaments sanitaris i escolars
El 2009 hi havia una escola elemental.

## Poblacions més properes
El següent diagrama mostra les poblacions més properes.